# ویلهلم هلاندر

خانه املاک یک ساختمان تاریخی در هلسینکی، فنلاند است. این ساختمان روبروی ساختمان بانک فنلاند، بلافاصله در شمال شرقی کلیسای جامع هلسینکی واقع شده‌است، این خانه توسط ویلهلم هلاندر طی سالهای ۱۹۸۵-۹۳ بازسازی شده‌است.

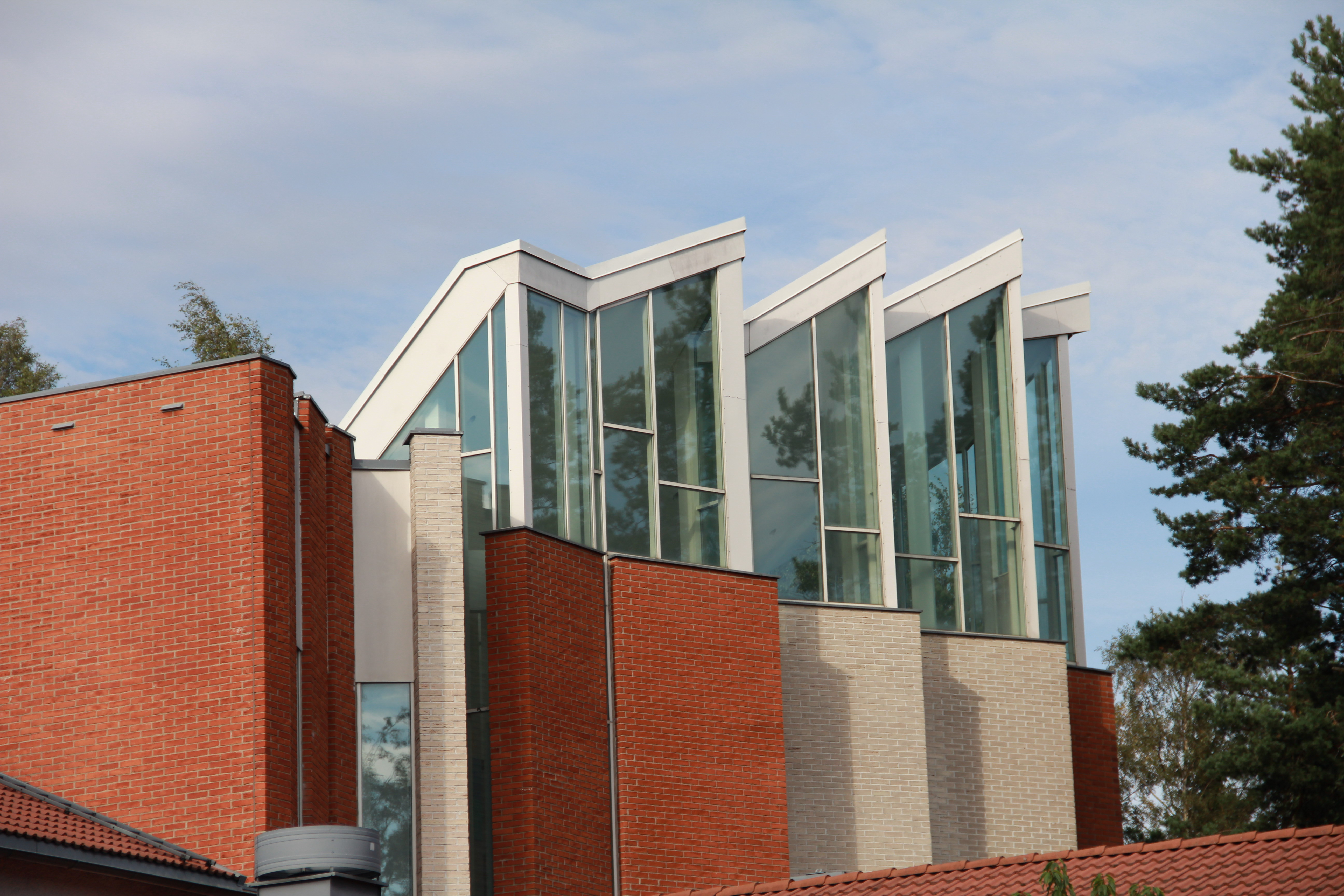
ویلهلم هلاندر

ویلهلم هلاندر (انگلیسی: Vilhelm Helander؛ زادهٔ ۸ فوریهٔ ۱۹۴۱) معمار، و استاد ممتاز معماری اهل فنلاند است.
وی همچنین برندهٔ جوایزی همچون جایزه اینو لینو شده‌است.